# Salix nummularia
Salix nummularia är en videväxtart som beskrevs av Anderss.. Enligt Catalogue of Life ingår Salix nummularia i släktet viden och familjen videväxter, men enligt Dyntaxa är tillhörigheten istället släktet viden och familjen videväxter. Arten har ej påträffats i Sverige. Inga underarter finns listade i Catalogue of Life.